# Ana Dabović
Pour les articles homonymes, voir Dabović.
Ana Dabović (en alphabet cyrillique serbe : Ана Дабовић ; en alphabet latin serbe : Ana Dabović), née le 18 août 1989 à Cetinje (Yougoslavie, actuelle Monténégro), est une joueuse serbe de basket-ball. Sa sœur Milica Dabović est également une joueuse professionnelle. Tireuse fiable, elle est une arrière-ailière physique et polyvalente qui ne répugne pas à défier en pénétration.
En avril 2015, elle prend la présidence du club de ŽKK Vojvodina Novi Sad.

## Biographie
Issue d'une famille de basketteurs, elle commence à jouer "très jeune" dans l'actuel Monténégro. Elle commence sa carrière dans sa ville de naissance d'Herceg Novi.
En Russie en 2010-2011, elle inscrit 19,5 points en championnat et 20,3 points en Eurocoupe. Après une année à Cracovie (4,6 points, 1,5 rebond et 1,1 passe décisive en Euroligue, 7,6 points, 1,9 rebond et 2,4 passes décisives en championnat), elle signe durant l'été 2012 pour le club turc qualifié pour l'Eurocoupe du TED Ankara.
En Turquie, elle réussit 16,9 points, 4,2 rebonds et 2,6 passes décisives. Pour l'année suivante, elle fait son retour en Russie, cette fois au ŽBK Dynamo Moscou. Elle y remporte l'Eurocoupe (6,7 points, 2,2 passes décisives et 1,8 rebond en championnat mais surtout 14,2 points, 2,2 rebonds et 3,1 passes décisives en compétitions européennes). L'année suivante, elle joue en Turquie avec Ormanspor. En 2014, la FIBA Europe la désigne troisième meilleure joueuse européenne derrière Alba Torrens et Sancho Lyttle. Après une saison réussie sur le plan statistique (18 points, 4,0 rebonds et 4,1 passes décisives), mais une antépénultième place, elle signe durant l'été pour l'ambitieux promu Université du Proche-Orient.
En février 2019, elle rejoint le club français de Montpellier, puis signe à Bourges pour la saison 2019-2020. Après une année dans le Berry, elle revient à Montpellier. Blessée en début de saison, elle renoue avec la compétition en janvier 2022.

## WNBA
Arrivée en WNBA après le championnat d'Europe 2015, elle trouve sa place dans une équipe des Sparks en difficulté dans l'attente du retour de sa star Candace Parker. Début août face aux Stars de San Antonio, elle inscrit 13 points dont 5 dans les dernières minutes pour permettre à son équipe de l'emporter.
Face au Fever le 18 août 2015, elle est incluse dans le cinq de départ et inscrit 12 points en 31 minutes mais ne peut empêcher le succès d'Indiana sur les Californiennes. Face au Fever de l'Indiana le 26 août, elle inscrit le panier de la victoire à six secondes de la fin dans une rencontre où elle est décisive avec 18 points. Elle figure également dans la WNBA All-Rookie Team 2015 en cinquième position.
Début mars, Los Angeles annonce la re-signer pour la saison WNBA 2016. Les Sparks remportent le titre de champion de la saison WNBA 2016.

## Équipe nationale
En 2012, elle joue un rôle important pour aider la Serbie à obtenir sa qualification pour l'Euro 2013 étant sa meilleure scoreuse (14,4 points par rencontre), auxquels elle ajoute 3,4 rebonds, 2,4 passes décisives et 1,9 interception.
Elle est membre de l'équipe nationale serbe qui décroche la 4e place de l'Euro, qualificative pour le Championnat du monde de basket-ball féminin 2014. Bien que maladroite à trois points au Mondial 2014, elle reste meilleure marqueuse de son équipe. Ses 24 points (dont 22 dans le premier quart temps) contre l'équipe américaine sont remarqués par les Sparks de Los Angeles qui la signent en février 2015.
Au Championnat d'Europe de basket-ball féminin 2015, elle marque notamment 31 points face à la Turquie (75-63) en quarts de finale. Elle conduit la Serbie au titre européen en battant la France en finale du Championnat d'Europe 2015 sur le score de 76 à 68, dont 25 points pour elle, ce qui permet au pays d'être directement qualifié pour les Jeux olympiques de Rio.

## Clubs
| Saisons   | Équipe                        | Pays       |
| --------- | ----------------------------- | ---------- |
| 2005–2007 | ŽKK Herceg Novi               | Monténégro |
| 2007-2008 | Flamurtari Vlorë              | Albanie    |
| 2008–2009 | ŽKK Herceg Novi               | Monténégro |
| 2009–2010 | Aris Salonique                | Grèce      |
| 2010-2011 | Dynamo Novossibirsk           | Russie     |
| 2011-2012 | Wisła Cracovie                | Pologne    |
| 2012-2013 | TED Ankara                    | Turquie    |
| 2013-2014 | Dynamo Moscou                 | Russie     |
| 2014-2015 | OGM Ormanspor                 | Turquie    |
| 2015-2016 | Université du Proche-Orient   | Turquie    |
| 2018-2019 | Basket Lattes-Montpellier MMA | France     |
| 2019-2020 | Tango Bourges                 | France     |
| 2020-2022 | Basket Lattes-Montpellier MMA | France     |

## Palmarès

### En club
- Vainqueur de l'Eurocoupe 2013-2014
- Vainqueur de la Saison WNBA 2016[21]
- Vainqueur de la Coupe de France 2020-2021[26]

### En sélection
Équipe de Serbie-et-Monténégro des 18 ans et moins
- Médaille d'argent au Championnat d'Europe 2006

Équipe de Serbie des 20 ans et moins
- Médaille de bronze au Championnat d'Europe 2008

Équipe de Serbie
- Médaille de bronze aux Jeux olympiques de 2016[27]
- Médaille d'or au Championnat d'Europe 2015[25]
- Médaille d'or au Championnat d'Europe 2021

### Distinctions personnelles
- WNBA All-Rookie Team 2015[19]
- MVP du Championnat d'Europe 2015